# ماركولشيم
ماركولشيم (بالفرنسية: Marckolsheim)‏ هي بلدية تقع في إقليم الراين الأسفل من منطقة ألزاس في شمال شرق فرنسا. تبلغ مساحة هذه المدينة 33.36 (كم²)، يبلغ عدد سكانها 4186 نسمة حسب إحصاء المعهد الوطني للإحصاء والدراسات الاقتصادية سنة 2009 م. وترأس Frédéric Pfliegersdoerffer البلدية خلال فترة (2008 - 2014).

## معرض صور

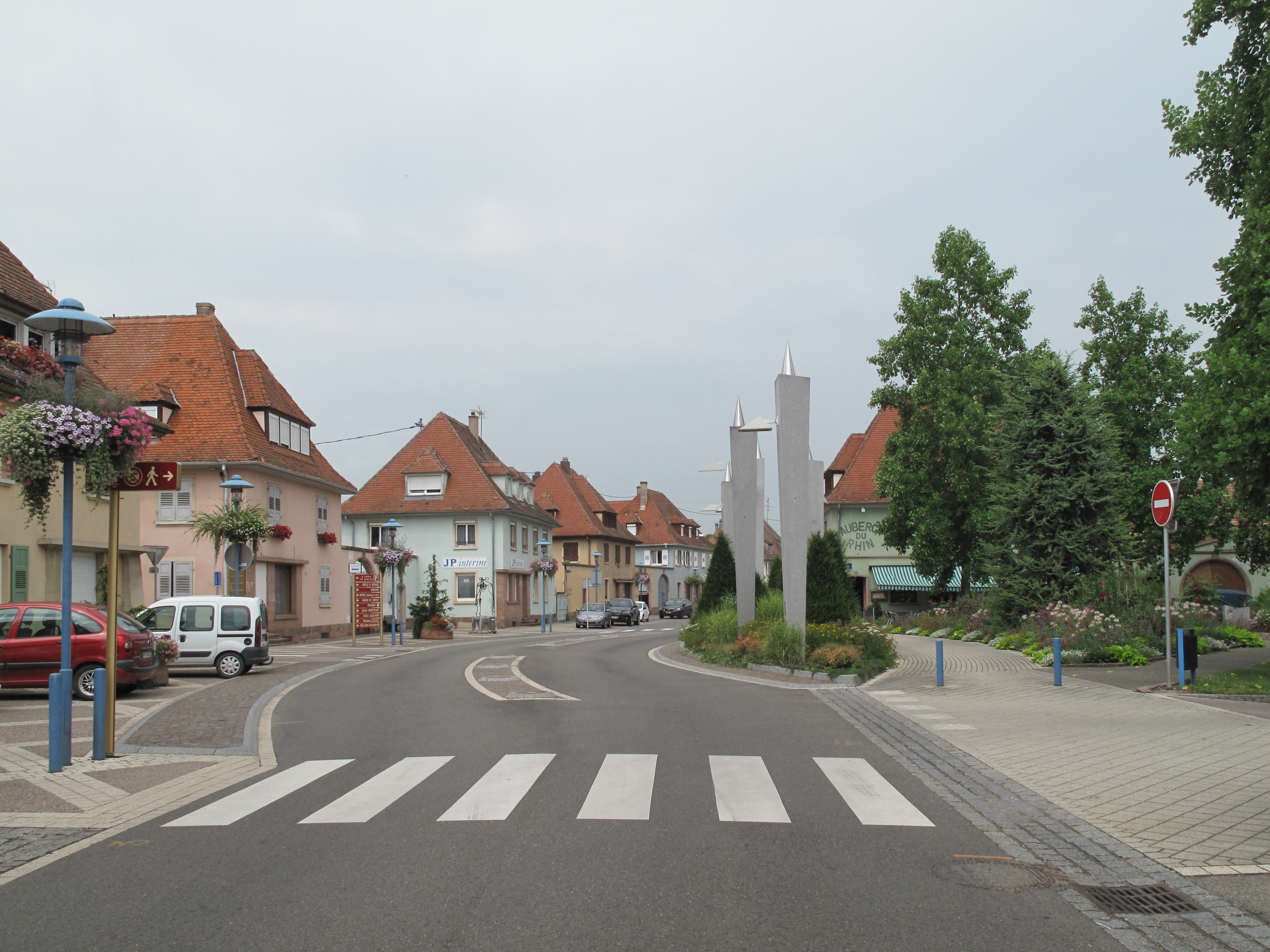
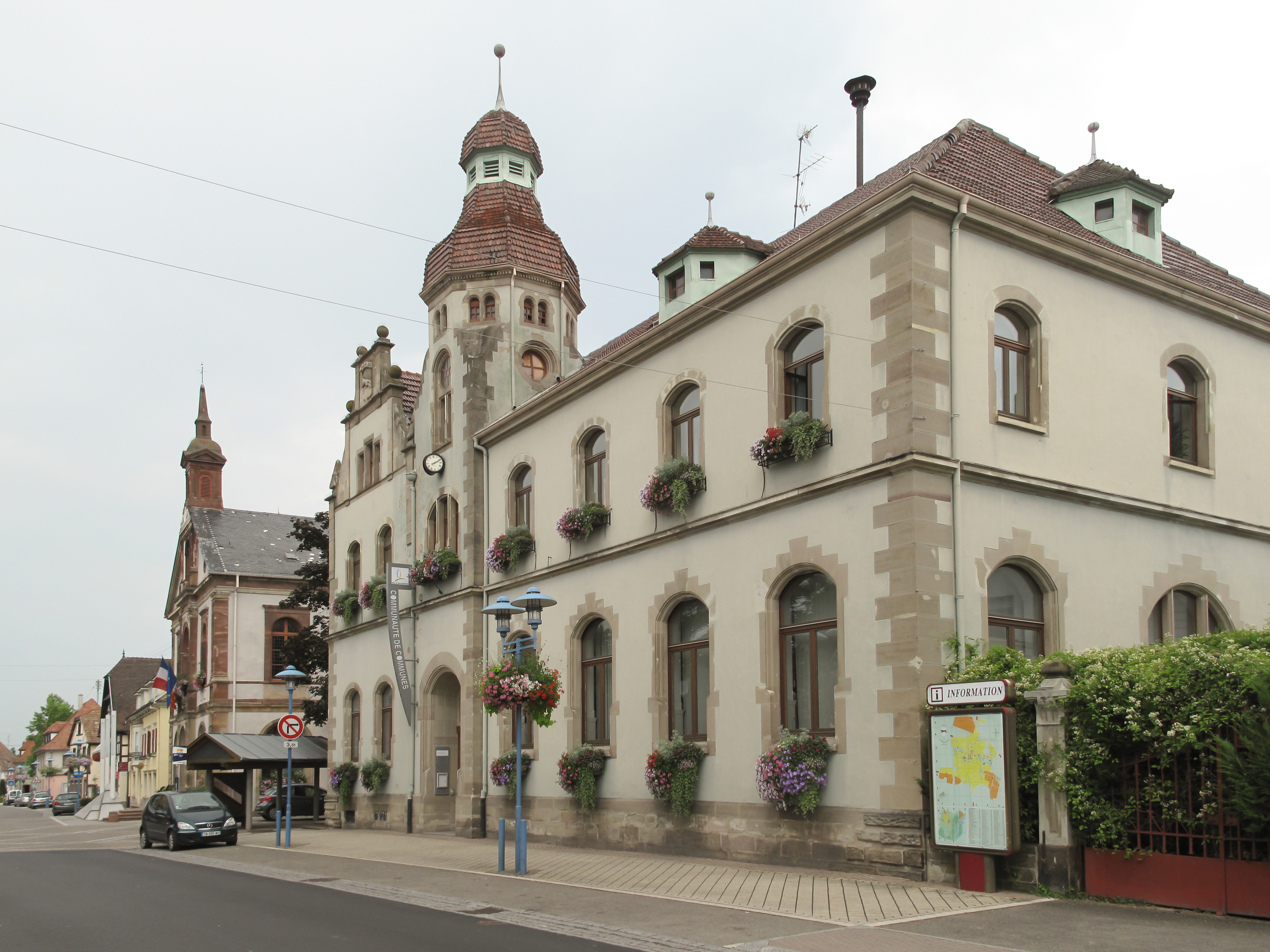
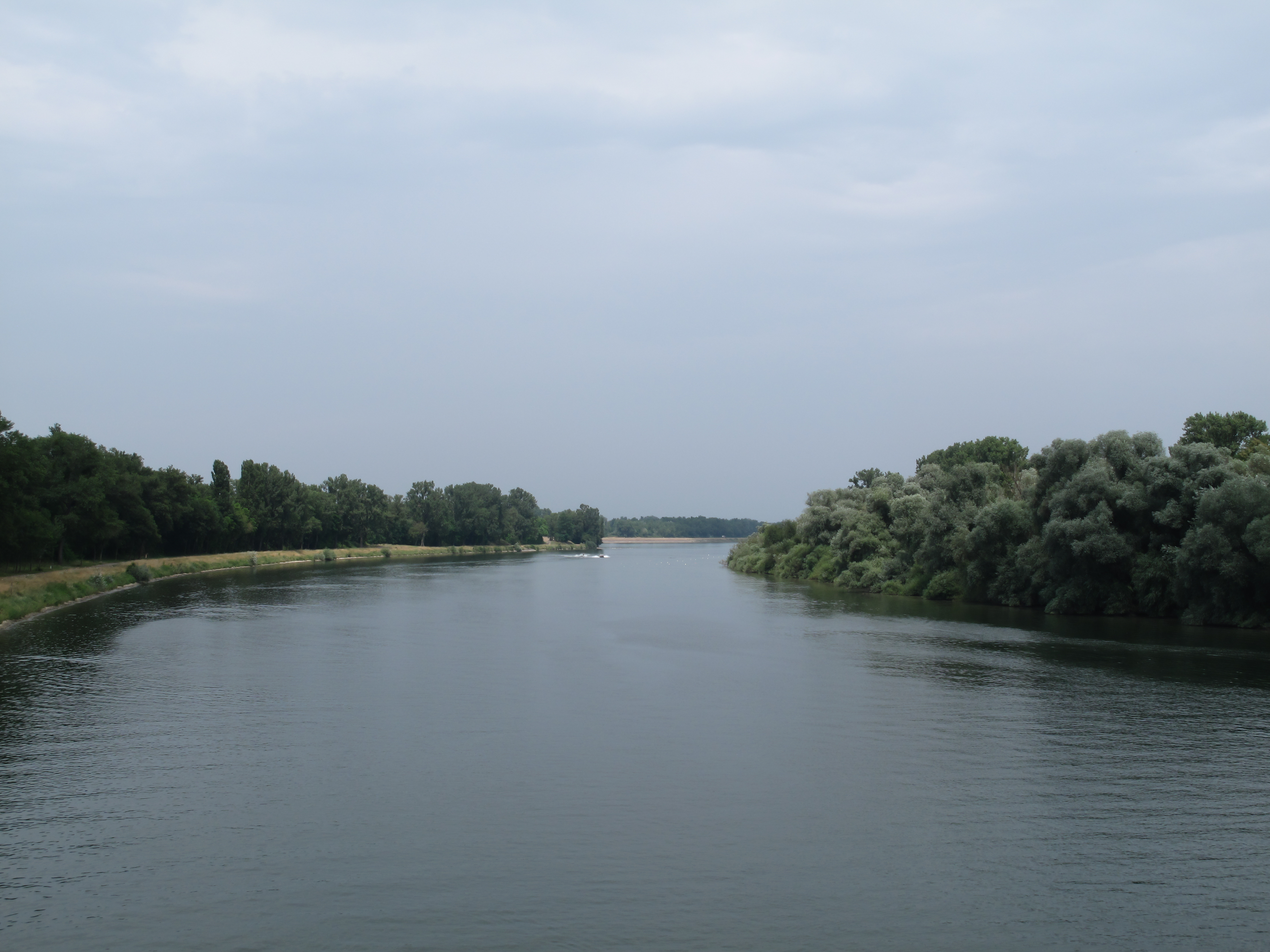

## وصلات خارجية
- صفحة البلدية على موقع المعهد الوطني للإحصاء والدراسات الاقتصادية (بالفرنسية)